# 格里戈里夫 (羅加京區)
49°20′4″N 24°25′27″E / 49.33444°N 24.42417°E
格里戈里夫（烏克蘭語：Григорів），是烏克蘭西部的村莊，隸屬伊萬諾-弗蘭科夫斯克州的伊萬諾-弗蘭科夫斯克區。該村面積13平方公里，2001年人口531，人口密度每平方公里40.8人。